# Charlton Heston

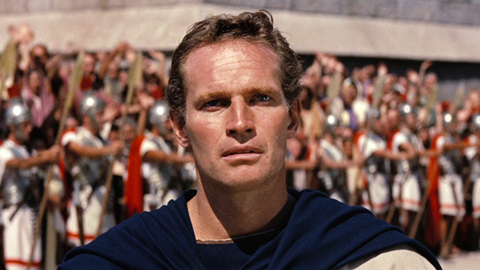
Charlton Heston în filmul Ben-Hur (1959)

Charlton Heston, pe numele real John Charles Carter, (n. 4 octombrie 1923, Evanston, Illinois, SUA – d. 5 aprilie 2008, Beverly Hills, California, SUA) a fost un actor american de film, cunoscut în special pentru rolurile sale de dur.

## Biografie
Succesul său a început odată cu rolul jucat în filmul Ben-Hur, rol pentru care a primit în 1959 Premiul Oscar.

## Filmografie
- 1950 Orașul întunecat (Dark City), regia William Dieterle
- 1952 Cel mai mare spectacol (The Greatest Show on Earth), regia Cecil B. DeMille
- 1956 Cele zece porunci (The Ten Commandments ), regia Cecil B. DeMille
- 1958 Stigmatul răului (Touch of Evil), regia Orson Welles
- 1959 Ben-Hur, regia William Wyler
- 1959 Misterul vasului Mary Deare (The Wreck of the Mary Deare), regia Michael Anderson
- 1961 Cidul (El Cid), regia Anthony Mann
- 1965 Viața lui Iisus (The Greatest Story Ever Told), regia George Stevens, David Lean, Jean Negulesco
- 1968 Planeta maimuțelor (Planet of the Apes), regia Franklin J. Schaffner
- 1970 Secretul planetei maimuțelor (Beneath the Planet of the Apes), regia Ted Post
- 1971 Omul Omega (The Omega Man), regia Boris Sagal
- 1972 Antoniu și Cleopatra, regia Charlton Heston
- 1973 Cei trei mușchetari (The Three Musketeers), regia Richard Lester
- 1974 Aeroport '75 (Airport 1975), regia Jack Smight
- 1974 Cei patru mușchetari (The Four Musketeers), regia Richard Lester
- 1976 Bătălia de la Midway (Midway), regia Jack Smight
- 1994 Minciuni adevărate (True Lies), regia James Cameron
- 1995 Creatorii de coșmaruri (In the Mouth of Madness), regia John Carpenter
- 1998 Armageddon - Sfârșitul lumii? - Narator
- 2001 Planeta maimuțelor (Planet of the Apes), regia Tim Burton